# شامپیتا
شامپیتا (صربی: Шампита) یک نوع دسر مرنگ همراه با پوسته زرده تخم مرغ است. این کیک از شبه جزیره بالکان ریشه دارد.